# Kościół Najświętszego Serca Pana Jezusa w Białymstoku
Kościół pw. Najświętszego Serca Pana Jezusa w Białymstoku – rzymskokatolicki kościół przy ul. Romualda Traugutta 25 w Białymstoku, siedziba parafii. Kościół wzniesiony został w XIX w. jako prawosławna cerkiew Zaśnięcia Matki Bożej.

## Historia
Budynek obecnego kościoła rzymskokatolickiego stanowił pierwotnie część kompleksu koszarowego 64 Kazańskiego Pułku Piechoty i został wzniesiony po 1888 jako garnizonowa cerkiew prawosławna w stylu neobizantyńskim według projektu inżyniera wojskowości F.M. Wierzbickiego.
Po 1918 koszary zostały przejęte przez 42 Pułk Piechoty Wojska Polskiego. Wówczas poważnie uszkodzoną w czasie I wojny światowej cerkiew zamieniono na wojskowy kościół rzymskokatolicki. Podczas II wojny światowej obiekt został ponownie zniszczony. Odbudowany ze zniszczeń dzięki wysiłkom ks. Aleksandra Syczewskiego, od 1973 jest świątynią parafialną.

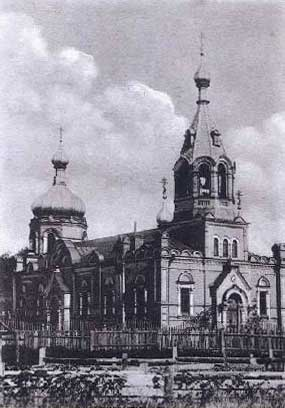
Pierwotny widok cerkwi Zaśnięcia Matki Bożej